# Tea Vikstedt-Nyman
Tea Riita Vikstedt-Nyman (nascida em 6 de julho de 1959) é uma ex-ciclista olímpica finlandesa. Representou sua nação nos Jogos Olímpicos de Verão de 1988, 1992 e 1996.